# كناري وارف (محطة مترو)
كاناري وارف (بالإنجليزية: Canary Wharf)‏ هي إحدى محطات مترو أنفاق لندن. تقع على خط قطار دوكلاندز الخفيف (فرع لويشام) وجوبيلي أفتتحت في المنطقة (Zone) رقم 2 أفتتحت في 1991، 17 سبتمبر 1999.

## معرض صور

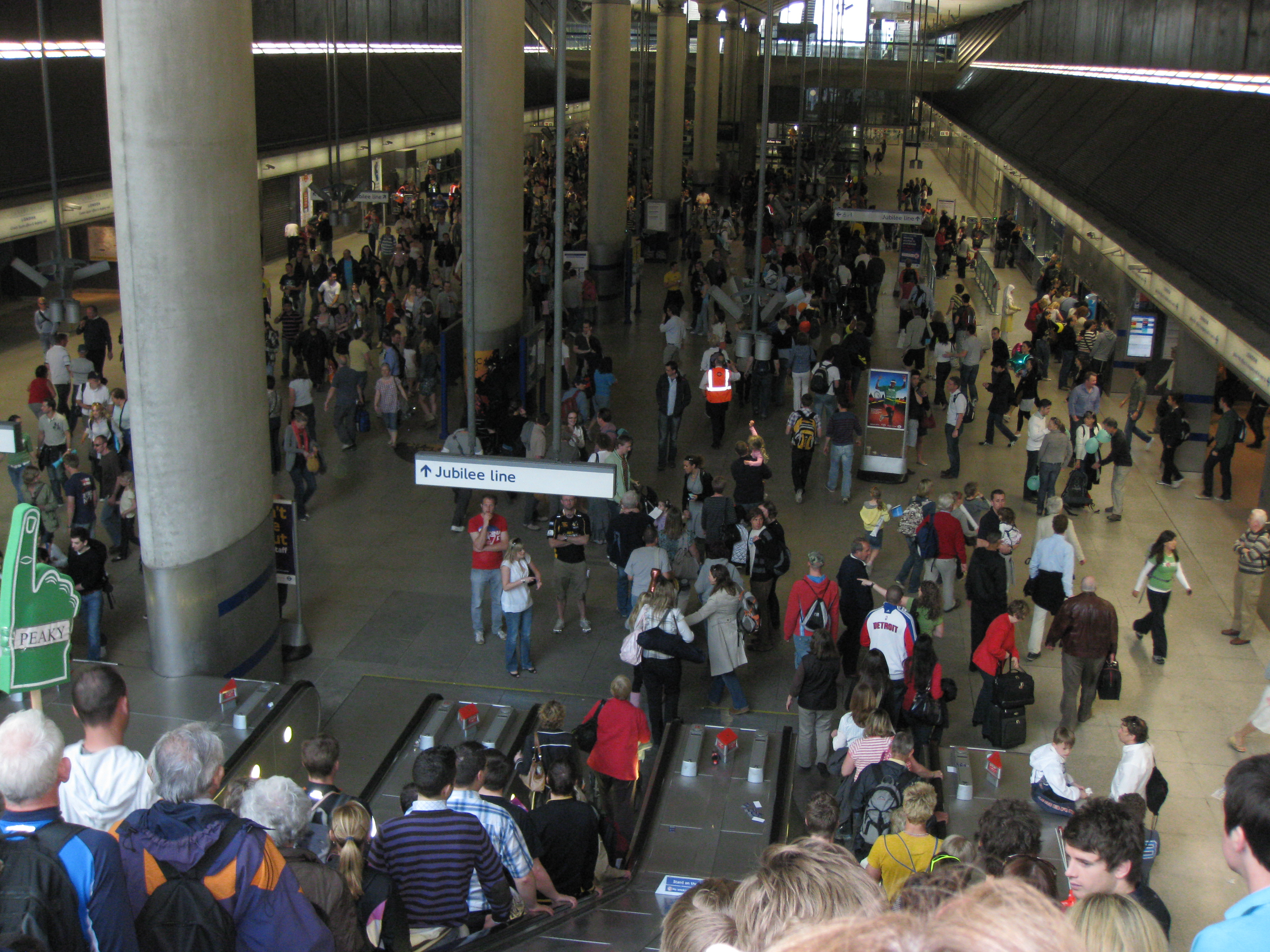
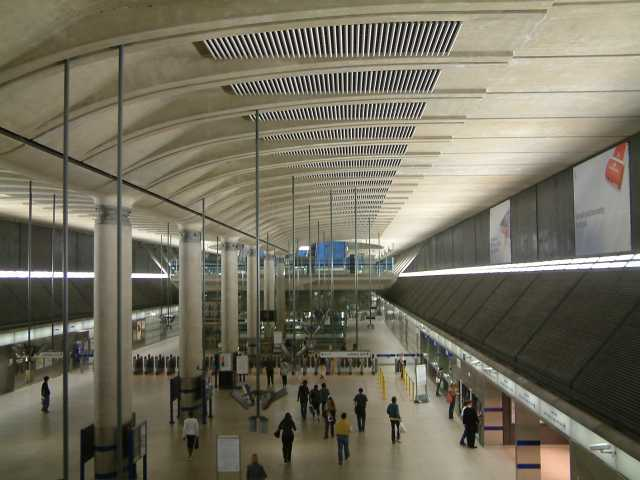
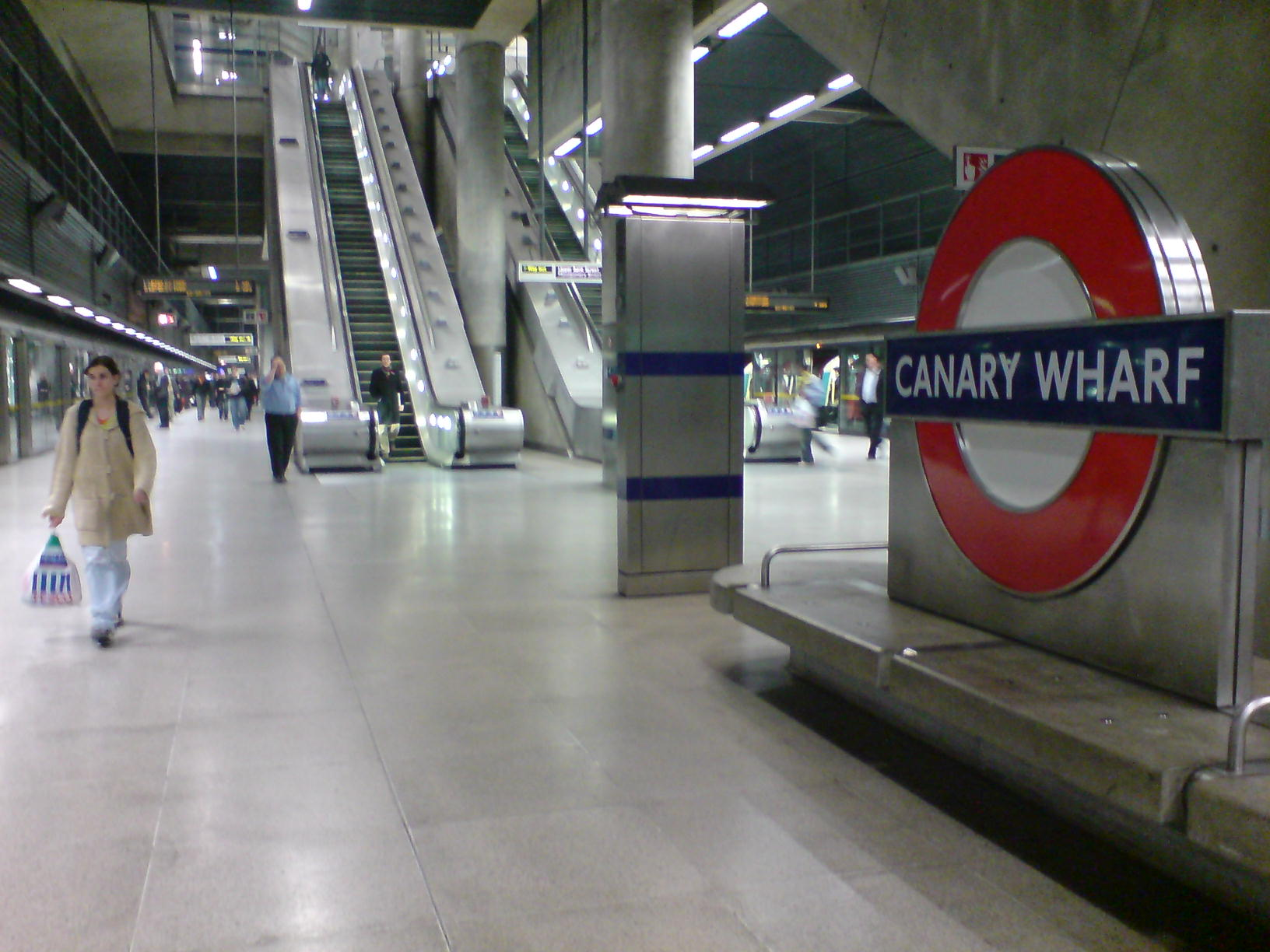